# Skeptics Apocalypse
| Críticas profissionais | Críticas profissionais |
| Avaliações da crítica  | Avaliações da crítica  |
| Fonte                  | Avaliação              |
| ---------------------- | ---------------------- |
| Allmusic               | [ 1 ]                  |

Skeptics Apocalypse é o álbum de estreia da banda de speed metal americana Agent Steel. Foi gravado em Los Angeles, Califórnia e masterizado no Frankort Wayne Studios por Tom Coyne. O álbum foi lançado pela Combat Records em junho de 1985 e relançado em 1999 pela Century Media.

## Faixas
1. "(The Calling)" – 0:47
2. "Agents of Steel" – 3:04
3. "Taken by Force" – 2:30
4. "Evil Eye/Evil Minds" – 3:04
5. "Bleed for the Godz" – 3:28
6. "Children of the Sun" – 4:53
7. "144,000 Gone" – 4:32
8. "Guilty as Charged" – 4:58
9. "Back to Reign" – 3:23
10. "Calling 98 for Skeptics" (Bônus) – 0:57
11. "The Unexpected" (Live) (Bônus) – 5:06

## Formação
- John Cyriis - Vocal
- Juan Garcia - Guitarra
- Kurt Kilfelt - Guitarra
- George Robb - Baixo
- Chuck Profus - Bateria